# Rhionaeschna obscura
Rhionaeschna obscura – gatunek ważki z rodziny żagnicowatych (Aeshnidae). Występuje na terenie Ameryki Południowej.